# Vernon Forrest
Vernon Forrest est un boxeur américain né le 12 janvier 1971 à Augusta, Géorgie, et mort le 25 juillet 2009 à Atlanta au cours d'une agression.

## Carrière
Il devient champion du monde des poids welters IBF le 12 mai 2001 en battant au Madison Square Garden Raul Frank puis laisse son titre vacant pour affronter le champion WBC de la catégorie Shane Mosley. Il l'emporte le 26 janvier 2002 aux points ainsi que le 20 juillet 2002 avant d'être battu deux fois par Ricardo Mayorga l'année suivante,.
Marqué par ces deux défaites, il reste 2 ans sans combattre avant d'enchainer trois victoires probantes en super-welters face à Sergio Rios, Elco Garcia et Ike Quartey, ce qui lui permet d'obtenir une nouvelle chance mondiale pour le titre vacant WBC.
Le 28 juillet 2007, il affronte le boxeur argentin Carlos Manuel Baldomir qu'il bat aux points devenant ainsi champion du monde dans une 2e catégorie. Vainqueur ensuite de Michele Piccirillo, il s'incline face à Sergio Mora le 7 juin 2008 avant de prendre sa revanche le 13 septembre 2008.
En raison d'une blessure aux côtes, Forrest se trouve dans l'impossibilité de remettre sa ceinture en jeu. La WBC décide de lui retirer son statut de champion le 21 mai 2009 au profit de l'argentin Sergio Gabriel Martínez (jusqu'alors champion par intérim de l'organisation).
Le 25 juillet 2009, Vernon Forrest est tué d’un coup de feu, alors qu'il poursuivait deux hommes qui tentaient de voler son véhicule. Il repose à Atlanta au cimetière Westview.

## Distinction
- Vernon Forrest est élu boxeur de l'année en 2002 par Ring Magazine.